# Camuflaje bajo del agua

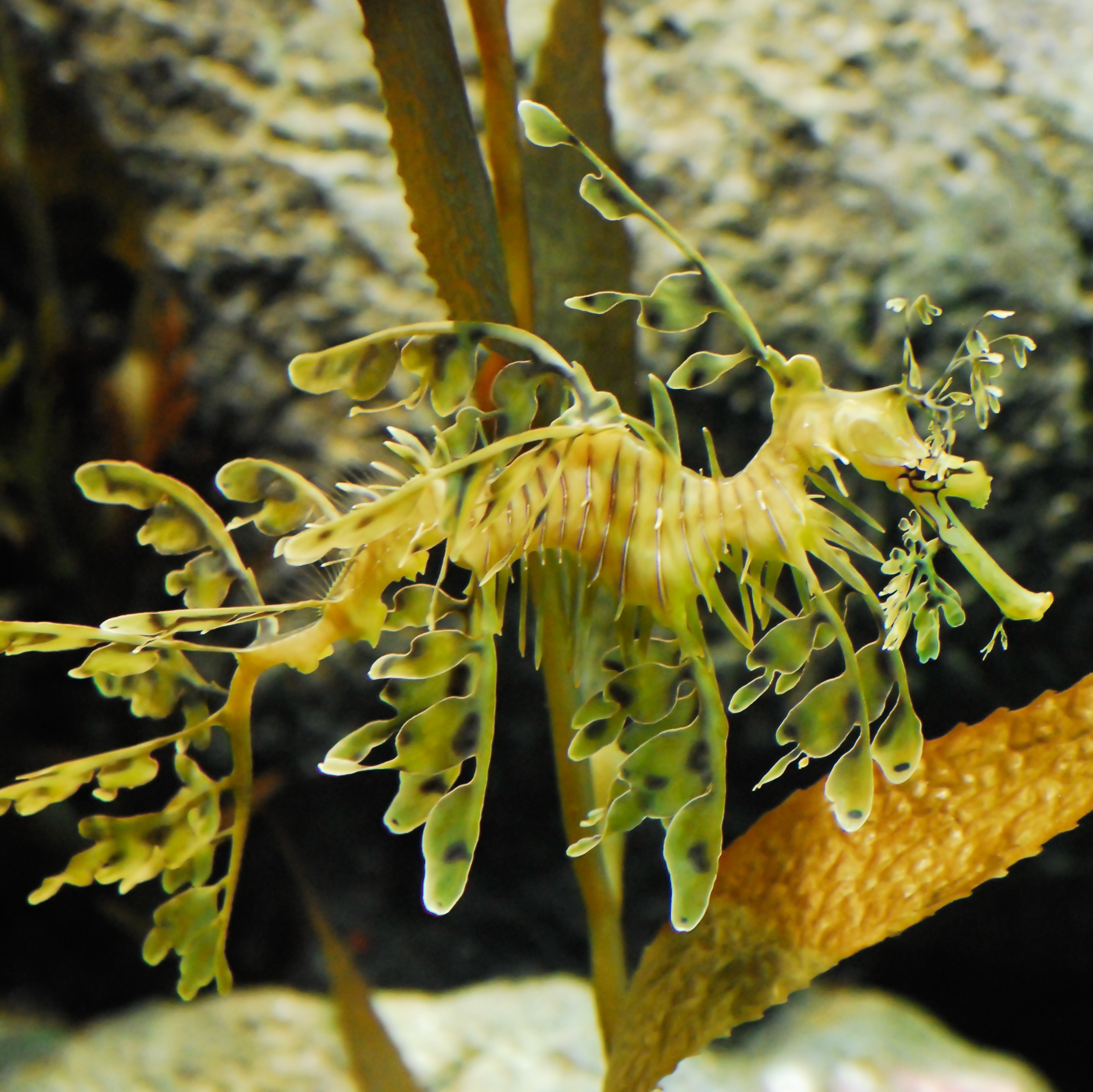
Dragon marino con hojas evita ser reconocido por depredadores, con una coloración, protuberancias y comportamiento de un alga

El camuflaje bajo del agua es una serie de métodos para lograr la cripsis, esto es evitar la observación, lo que permite que los organismos acuáticos que se encuentran visibles pasar desapercibidos por otros organismos, ya sean depredadores o presas.
El camuflaje en los grandes cuerpos de agua es diferente del camuflaje en tierra aunque el ambiente es esencialmente el mismo en ambos, ya que la luz proviene de arriba y generalmente el fondo no cambia al comparar los árboles y los arbustos. Hay 3 métodos principales que predominan en el agua: transparencia, reflexión y contra iluminación. La transparencia y la reflectividad son más importantes en los primeros 100 metros de profundidad del océano, la contra iluminación es el método principal de los 100 a los 1000 metros de profundidad; el camuflaje pierde importancia por debajo de los 1000 metros.
El camuflaje en aguas relativamente profundas es más como un camuflaje terrestre, donde muchos animales utilizan métodos adicionales. Por ejemplo, la decoración de uno mismo es usada por los cangrejos decoradores, la mimesis de los animales como el dragón marino con hojas; algunos animales como los tiburones usan la contra sombra; algunos peces usan la distracción con los ocelos, algunos peces, como los lenguados y cefalópodos como los pulpos y los calamares usan el camuflaje activo con su habilidad para cambiar rápidamente de color.

## Contexto
La habilidad de poder camuflarse proporciona una ventaja de supervivencia en la constante batalla entre los depredadores y sus presas. La selección natural ha generado una variedad de métodos para sobrevivir en los océanos.
En la Antigua Grecia, Aristóteles habló de las habilidades al cambiar de color, tanto como camuflaje y como señalización en los cefalópodos, incluyendo al pulpo en su Historia de los animales:
El pulpo... busca a su presa cambiando de color a un color igual al de las piedras en las que se encuentra, también lo hace cuando hay peligro.

## Métodos
Hay tres métodos principales de camuflaje en el océano: transparencia, reflexión y contra iluminación. La transparencia y reflexión son más importantes en los primeros 100 metros de profundidad en el océano, la contra iluminación es el método principal de los 100 a los 1000 metros de profundidad; el camuflaje pierde importancia a profundidades por debajo de los 1000 metros. La mayoría de los animales que habitan en mar abierto usan al menos uno de éstos métodos para camuflarse. El camuflaje en aguas relativamente profundas es más como un camuflaje terrestre, donde muchos animales utilizan métodos adicionales. Los métodos de camuflaje se explican a continuación

### Transparencia

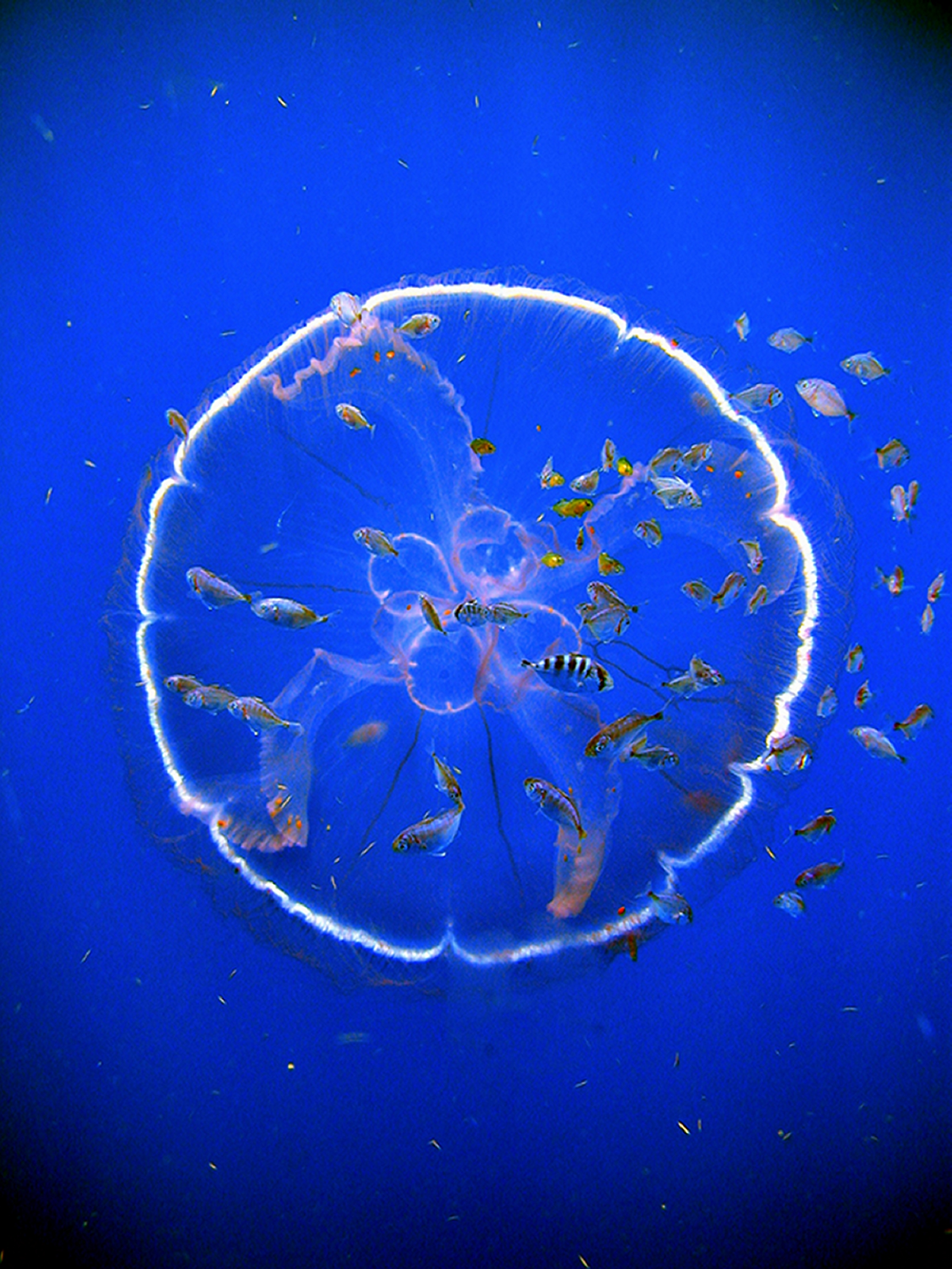
Muchos animales que habitan en mar abierto, como la medusa Aurelia labiata, son muy transparentes.

La transparencia es muy común y dominante en los animales que se encuentran en mar abierto, especialmente aquellos que viven en aguas relativamente profundas. Se encuentra en el plancton, así como en animales más grandes, ya sea en medusas, salpas (tunicados que flotan) y Ctenophora. Muchos animales marinos que flotan cerca de la superficie tienen un alto nivel de transparencia, lo que hace que tengan un camuflaje casi perfecto. Sin embargo, la transparencia es difícil para los cuerpos que están hechos de materiales que tienen diferentes índices refractivos al del agua de mar. Algunos animales marinos como las medusas tienen cuerpos gelatinosos compuestos principalmente de agua; su mesogloea es acelular y muy transparente, lo que hace que puedan flotar pero también las hace grandes para su masa muscular, por lo que no pueden nadar rápido. Los animales gelatinosos tienen entre 50 y 90% de transparencia. Una transparencia del 50% es suficiente para hacer invisible a un animal de su depredador (peces Gadus) a una profundidad de 650 metros (2132,545935 pies); para ser invisible en aguas menos profundas se requiere un mayor porcentaje de transparencia ya que la luz es mejor y los depredadores pueden ver mejor. Por ejemplo, un Gadus puede ver a una presa que tenga 98% de transparencia, si la luz es óptima en aguas poco profundas. Por lo tanto, la transparencia es mucho más efectiva en aguas más profundas.
Algunos tejidos como los músculos se pueden hacer transparentes, siempre y cuando sean muy delgados o estén organizados como capas regulares o fibrillas que sean pequeñas comparadas con la longitud de onda de la luz visible. Un ejemplo común de partes del cuerpo transparentes son el lente y la córnea del ojo vertebrado. El lente está hecho de una proteína cristalina y la córnea está hecha de colágeno. Existen otras estructuras que no se pueden hacer transparentes, como la retina o algunas estructuras del ojo que tienen una absorción de luz parecida ya que para poder funcionar deben absorber la luz. La cámara del ojo de los vertebrados y cefalópodos tiene que ser completamente opaca. Algunas estructuras son visibles por ciertas razones, como para atraer a sus presas. Por ejemplo, los cnidoblastos de los sifonofóros Agalma okenii se parecen a pequeños  copepódos. Hay muchos animales marinos transparentes, por ejemplo: una gran cantidad de larvas, incluyendo a los celentéreos, sifofonofóros, salpas, moluscos gasterópodos, lombrices poliquetas, algunos crustáceos y peces; mientras que los adultos de la mayoría de estas especies son opacas y pigmentadas, se asemejan a los fondos marinos o a las costas en donde viven. Los ctenóforos y las medusas son principalmente trasparentes, como su fondo acuoso. El pez Microphilypnus amazonicus del Río Amazonas y los camarones con los que se asocia, Pseudopalaemon gouldingi, son tan transparentes que se les considera como "casi invisibles", además, éstas especies pueden escoger entre ser transparentes o convencionalmente moteados, según el fondo del ambiente en el que se encuentren.

### Reflexión

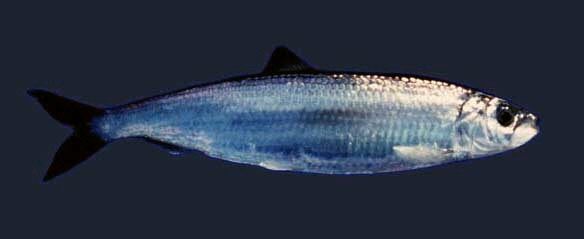
El arenque adulto, Clupea harengus, es un típico pez plateado que se encuentra a medias profundidades

Los reflectores del arenque son casi verticales para el camuflaje de lado.

Muchos peces están cubiertos de escamas altamente reflexivas, lo que les da una apariencia como de un espejo plateado de cristal. La reflexión a través del plateado es dominante en los peces que habitan en mar abierto, especialmente los que viven en los primeros 100 metros de profundidad. Donde la transparencia no se puede lograr, puede ser imitada efectivamente con el plateado, lo que hace que el cuerpo de un animal sea reflectivo. En una profundidad media en el mar, la luz viene de arriba, entonces un espejo orientado verticalmente hace a los animales como los peces invisibles si se ven de lado. La mayoría de los peces en la parte de arriba del océano como las sardinas y Clupea herengus se camuflajean por medio del plateado.
Los peces hacha marinos son planos lateralmente, lo que hace que el grosor de su cuerpo sea de solo unos milímetros, su color es tan plata que se parece al papel de aluminio. Los espejos consisten de estructuras microscópicas similares a aquellas usadas para proveer coloración estructural, pilas de entre 5 y 10 cristales de guanina con espacio de 1/4 de longitud de onda entre ellos para interferir de manera constructiva y lograr casi el 100% de reflexión. En las aguas más profundas en las que vive este pez, solo la luz azul con una longitud de onda de 500 nanómetros se filtra y necesita ser reflejada, por lo que los espejos de 125 nanómetros de distancia proveen un buen camuflaje.
En los arenques que viven en aguas poco profundas, los espejos deben reflejar una mezcla de longitudes de onda, y los peces de acuerdo a las pilas de cristal con un rango de diferentes espacios. Otra complicación para los éstos peces es que los espejos no serían efectivos si se ponen horizontalmente en la piel, ya que fallarían reflejando horizontalmente. Todo el efecto del espejo se logra con pequeños reflectores, todos orientados de manera vertical. El pateado se encuentra en otros animales marinos además de los peces. Los cefalópodos, incluyendo a los calamares y a los pulpos, tienen muchas capas de espejos hechos de proteína en lugar de guanina.

### Contra iluminación
En muchas especies que viven en mar abierto, por debajo de los 1000 metros es común encontrar la contra iluminación a través de la bioluminiscencia en la parte ventral del cuerpo. La luz generada aumenta el brillo de un animal cuando es visto desde abajo y de esta forma se iguala con el brillo de la superficie del océano; es un método efectivo de camuflaje activo. Es usado por especies de calamares como Abralia veranyi. Éstos tienen órganos que producen luz (fotóforos) dispersos por toda la parte de abajo, creando una luz que hace que el animal no aparezca como una figura oscura cuando se ve desde abajo. El camuflaje de contra iluminación es la función más común de la bioluminiscencia de muchos organismos marinos, aunque la luz también es producida para atraer o detectar una presa y también para señalización

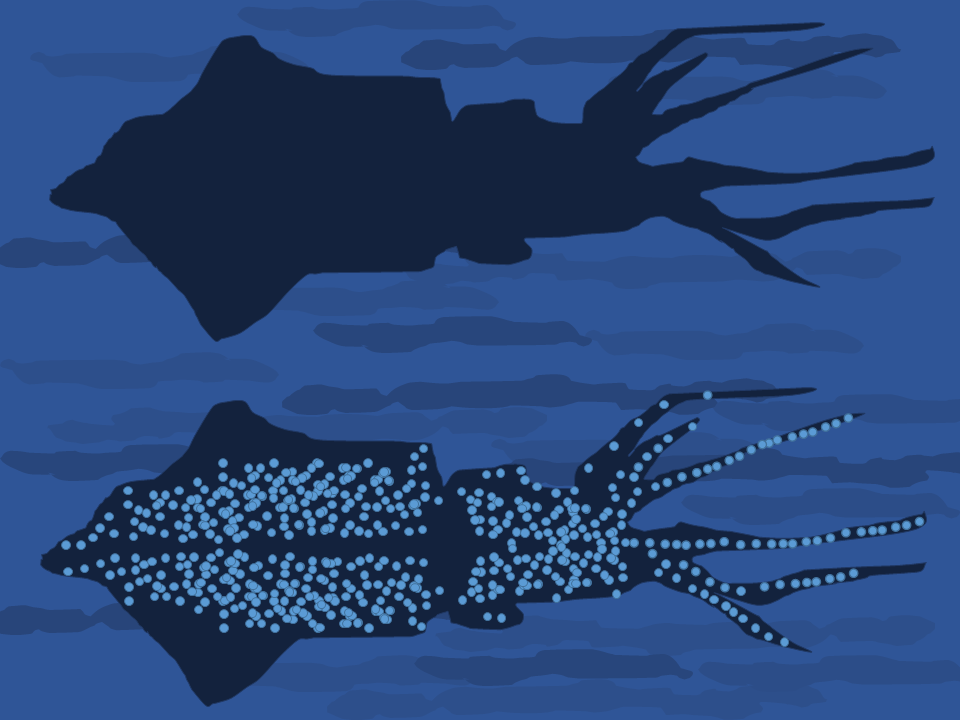
Principio de contra iluminación de un calamar

### Contra sombra

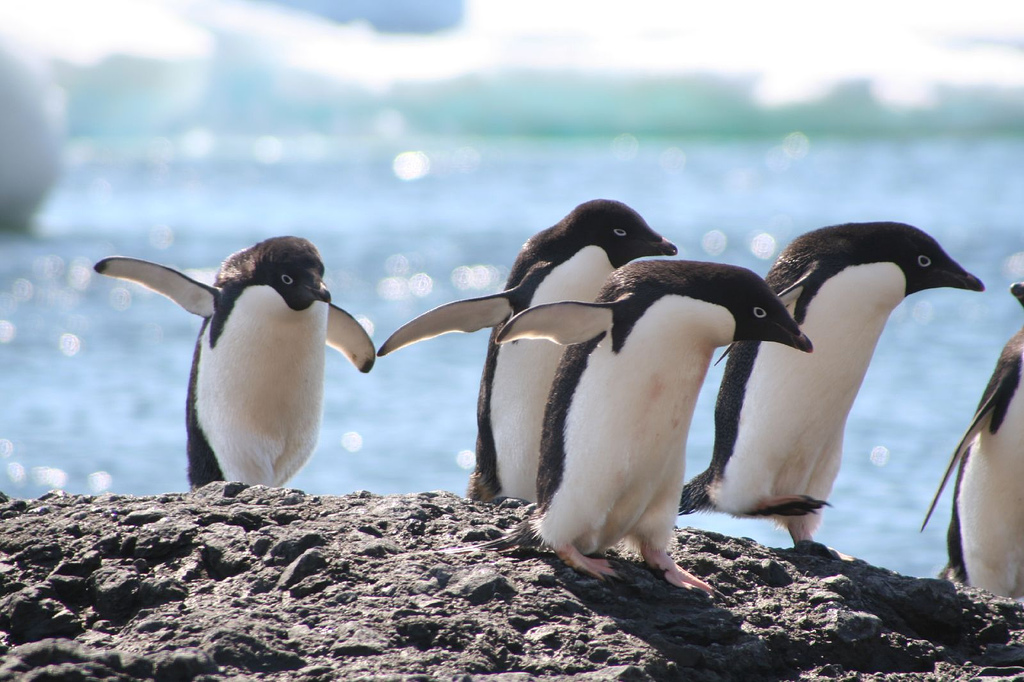
Los pingüinos Adelie, Pygoscelis adeliae, son blancos por adelante y negros por atrás

La contra sombra es común en peces como los tiburones, el marlin y los verdeles. También en animales en otros grupos como son los delfines, las tortugas y los pingüinos. Estos animales tienen la parte de arriba más oscura para que se confunda con las profundidades del océano y la parte de abajo más clara para evitar parecer oscuros cuando se encuentran el la superficie del océano.

### Mimesis

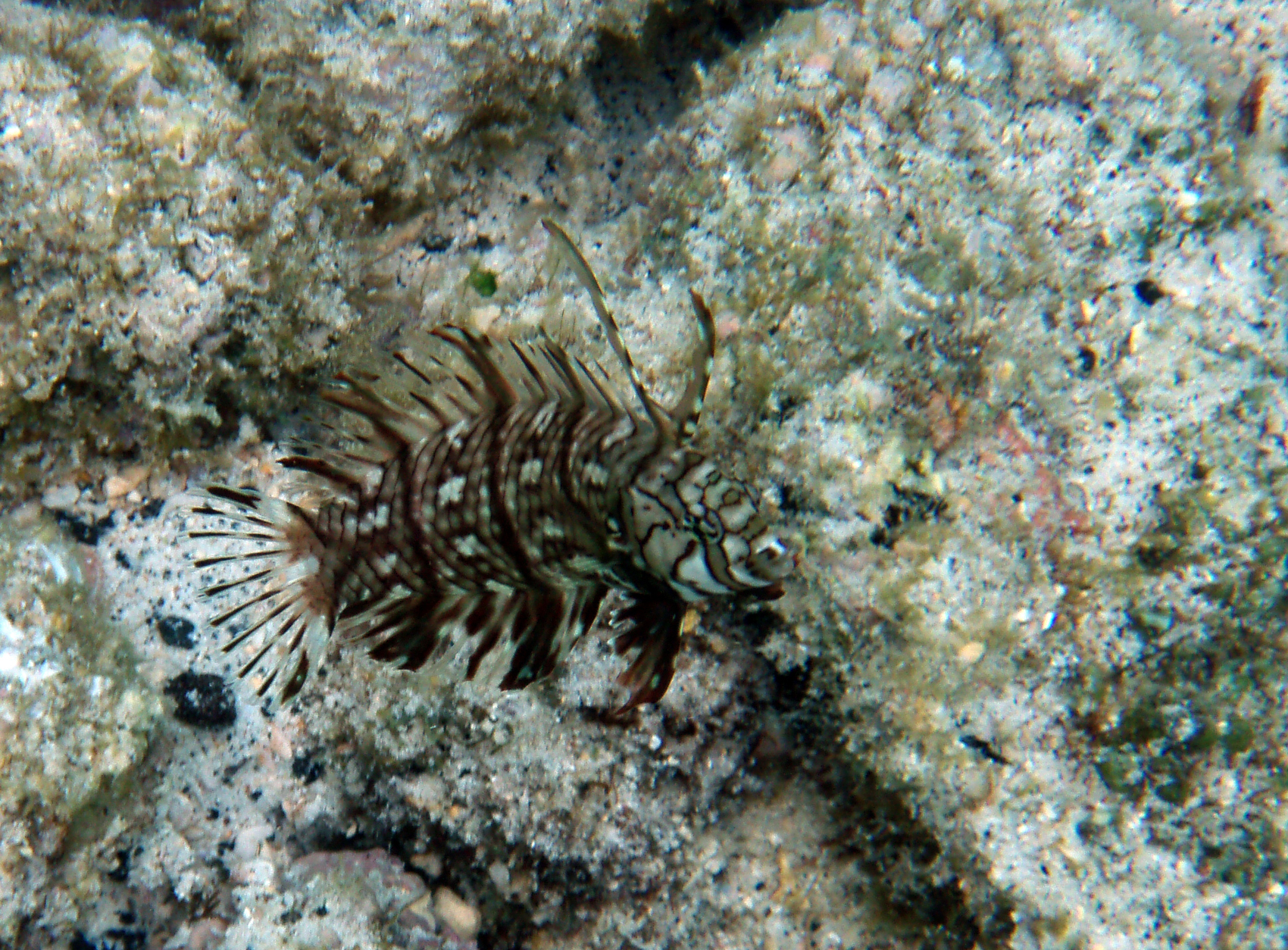
Novaculichthys taeniourus imitando a un alga

La mimesis es practicada por animales como el dragón marino con hojas, Phycodurus eques, y el pez escorpión con hojas Taenianotus triacanthus, que tienen un parecido con partes de plantas y dejan que su cuerpo se mueva con la corriente. En la especie de pez, Novaculichthys taeniourus, hay una diferencia en la apariencia entre los adultos y los juveniles. Un juvenil se parece a una parte suelta de un alga; nada en una posición vertical con su cabeza apuntando hacia abajo y se comporta de tal manera que imita perfectamente el movimiento de un pedazo de un alga, como si estuviera inanimada.

### Auto-decoración

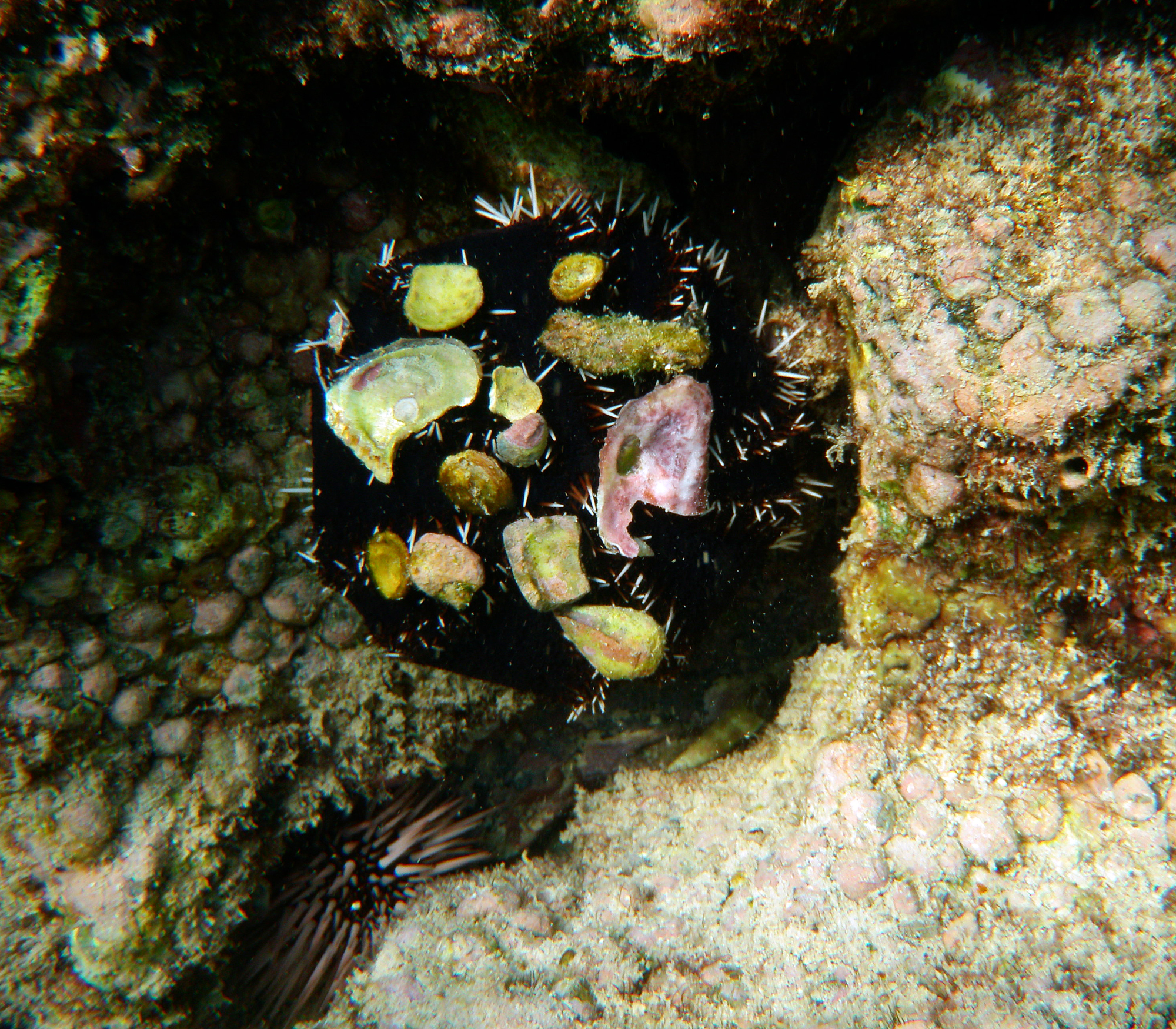
Erizo de mar usando auto-decoración

La auto-decoración es usada por animales en grupos diferentes, incluyendo a los cangrejos decoradores, que se pegan materiales del ambiente así como organismos vivos para camuflarse. Como por ejemplo el cangrejo ermitaño japonés, Eupagurus constans, que tiene Hydractinia sodalis que crece en el caparazón en el que vive. Otro cangrejo ermitaño, Eupagurus cuanensis, tiene la aposemática esponja naranja Suberites domuncula, la cual tiene un sabor amargo que los peces no se comen.
De manera similar, los erizos de mar usan sus pies de tubo para recoger los desechos del fondo y ponerlos en su superficie. Usan caparazones, piedras, algas y a veces anémonas de mar.

### Distracción
Muchos peces tienen ocelo cerca de sus colas para distraer a sus atacantes. Por ejemplo, Chaetodon capistratus tiene tanto un ocelo cerca de su cola como una línea para ocultar su ojo, de esta manera, da la impresión de que su cabeza está en la cola.

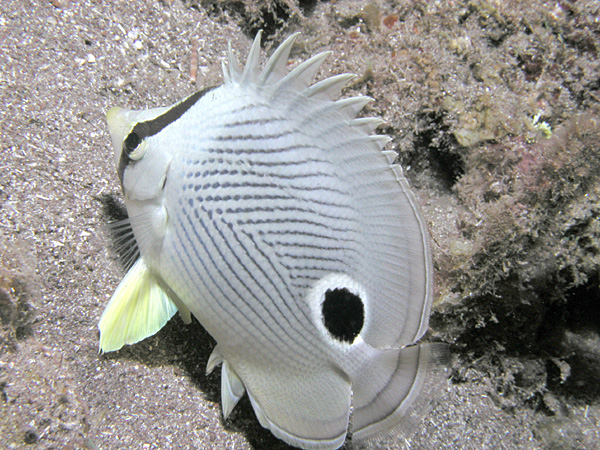
Un pez mariposa de cuatro ojos, Chaetodon capistratus, enseñando su ojo escondido y su ocelo cerca de la cola

### Patrones para confundir
Peces como los Dascyllus aruanus tienen patrones que confunden a los lados, lo que rompe su contorno con fuertes contrastes. Peces como Heniochus macrolepidotus tienen bandas similares de colores que se extienden hasta sus aletas, proyectándose lejos del cuerpo, de esta manera confunde la verdadera forma del pez.
Algunos peces como los peces rana, Antennarius marmoratus y Pterophryne tumida han elaborado proyecciones y espinas que se combinan con una coloración disruptiva compleja. Estos tienen el efecto de confundir y hacer que parezcan algas.

### Coloración adaptada

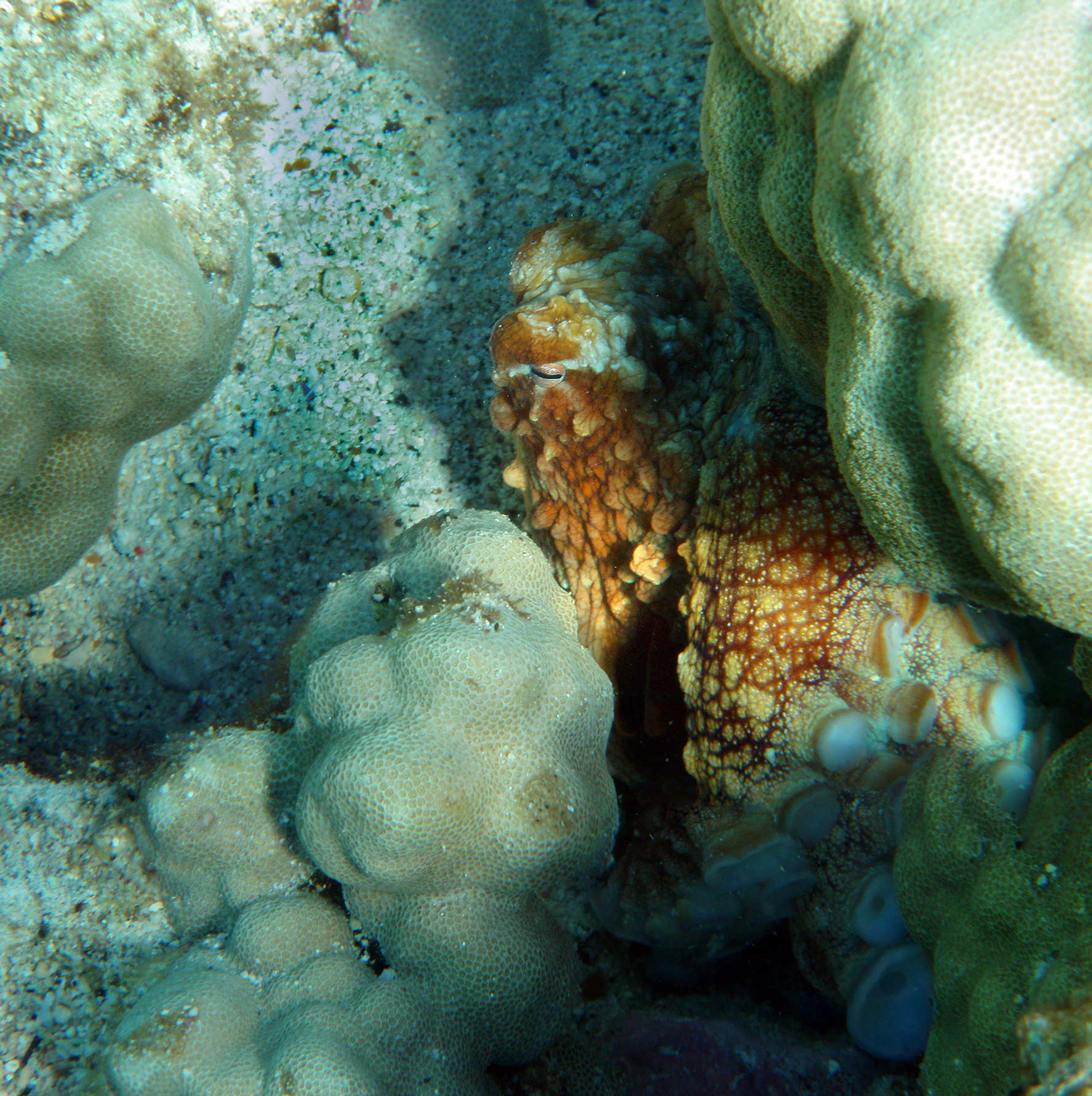
El gran pulpo azul caza de día, cambiando sus colores y patrones para ser críptico o para señalización.

Una variedad de animales marinos poseen camuflaje activo a través de su habilidad para cambiar de color rápidamente. Muchos peces que viven en el fondo como el Bothus mancus pueden esconderse de manera efectiva en una variedad de fondos. Muchos cefalópodos, incluyendo a los pulpos y calamares, usan cambio de color para camuflarse y también para señalización. Por ejemplo, el gran pulpo azul, caza durante el día y puede cambiar su color y textura como en sus alrededores, tanto como para evitar depredadores como para hacer que sus presas se acerquen. Puede parecerse a una piedra o a un coral al ponerse a lado de ellos. Cuando es necesario, para asustar a un depredador, puede hacer que aparezcan ciertas marcas que se parecen a unos ojos.

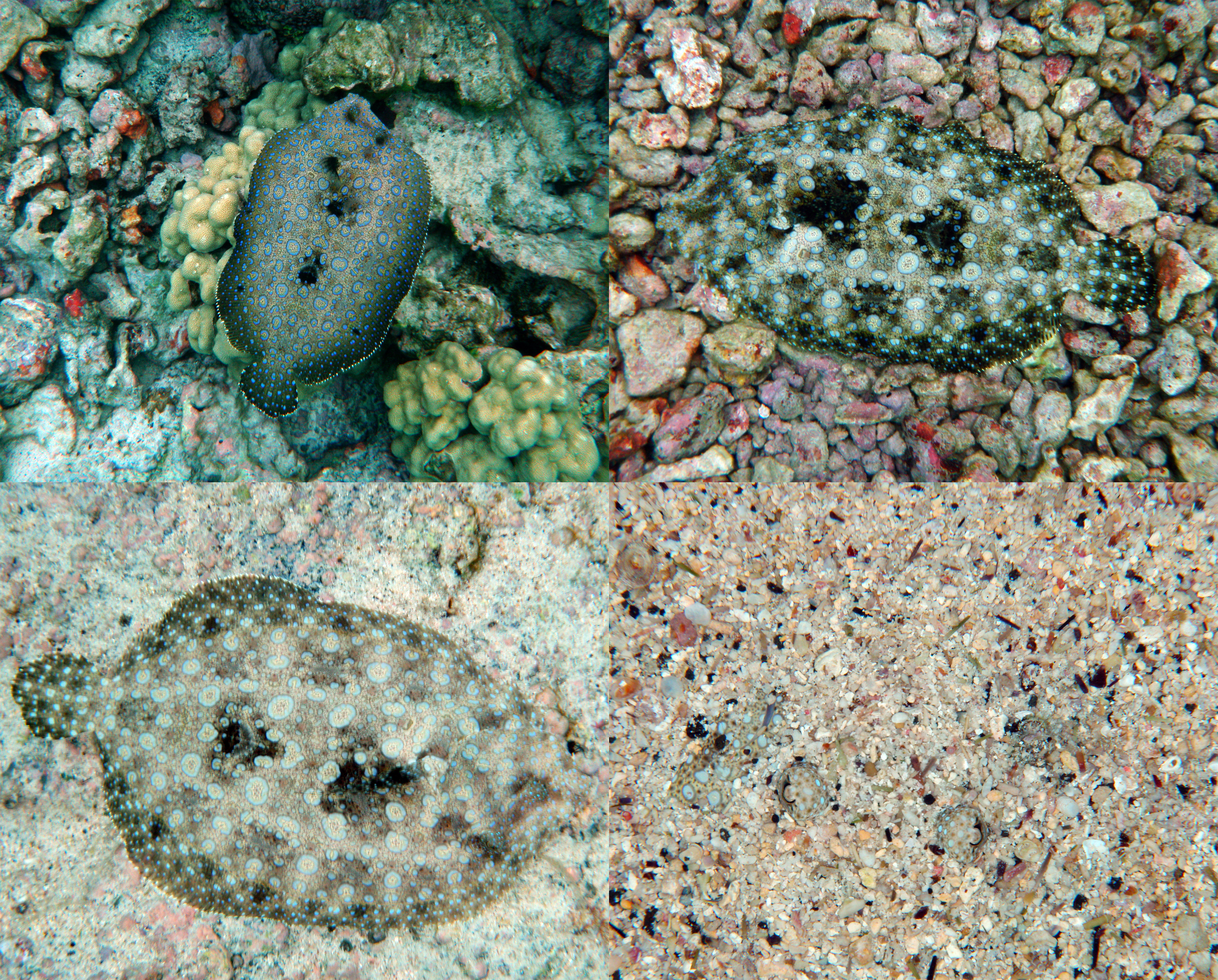
Cuatro lados de un Bothus mancus tomados con pocos minutos de separación.

Los peces Bothus mancus, tienen un excelente camuflaje adaptado. Usan coloración críptica para no ser detectados tanto por presas como por depredadores. Cuando es posible, en lugar de nadar, se arrastran con sus aletas en el fondo mientras van cambiando de patrones y colores para camuflarse. En un estudio, algunos de estos peces demostraron la habilidad de cambiar patrones en ocho segundos y lo hacían de manera exitosa. El cambio de patrones es un proceso muy complejo ya que involucra varias hormonas. Si uno de los ojos del pez esta dañado o cubierto por arena se presentan dificultades en coincidir con los patrones de sus alrededores. Cuando el pez está cazando o escondiéndose de sus depredadores, se entierra en la arena y solo deja ver sus ojos.